# Miguel Benlloch
Miguel Benlloch Marín (Loja, Granada, 1954 - Sevilla, 12 de septiembre de 2018), conocido artísticamente como Miguel Benlloch, fue un performancero, poeta y activista político y cultural español.

## Biografía
Benlloch, durante las décadas de 1970 y 1980, militó en el Movimiento Comunista e impulsó la creación del Frente de Liberación Homosexual de Andalucía (FLHA), así como el movimiento anti-OTAN. En 1983 fundó, junto a Juan Antonio Peinado y Marino Martín, la sala Planta Baja en Granada. De 1986 a 1994 formó parte del grupo CUTRE CHOU, participando en sus espectáculos de cabaret puntuales. Miembro fundador de BNV Producciones en 1988, de 2001 a 2015 coordina y produce el programa de investigación UNIA arteypensamiento de la Universidad Internacional de Andalucía (UNIA). En 2006, promueve la creación de la Plataforma de Reflexión sobre Políticas Culturales (PRPC), Sevilla.

## Trayectoria
Sus performances y acciones se han presentado en The Kitchen, Nueva York; Koldo Mitxelena, San Sebastián; Festival La Batie, Ginebra; Centro Andaluz de Arte Contemporáneo CAAC, Sevilla; Big Social Game, Bigtorino, Turín; Arteleku, San Sebastián; Museo d’Art Contemporani de Barcelona MACBA; Museu Picasso, Barcelona; Ex Teresa, México DF; Museo Nacional de Arte y Museo Nacional de Etnografía y Folklore, La Paz, Bolivia; Tabakalera, San Sebastián; Centro de Creación Contemporánea de Andalucía C3A, Córdoba; CentroCentro Cibeles de Cultura y Ciudadanía, Madrid; y en Sala Atín Aya, Sevilla.
La publicación Acaeció en Granada, de la editorial ciengramos, documenta sus textos y obras visuales.
Reconocido por establecer en su práctica diaria una oposición continua a lo normativo desde sus comienzos como activista político cuando, en las décadas de 1970 y 1980, milita en las Juventudes Andaluzas Revolucionarias (JAR) y en el Movimiento Comunista de Andalucía (MCA), donde junto a sus amigos María José Belbel, Matilde Córdoba y Joaquín Vázquez construye una idea de militancia basada en los afectos. En este contexto impulsa, por entonces, el Movimiento Anti-OTAN, así como la Coordinadora de Organizaciones Pacifista de Andalucía y promueve la creación del Frente de Liberación Homosexual de Andalucía (FLHA). Entre las actividades que realiza con dichos grupos se encuentran, por ejemplo, la invención de consignas marcadas por lo poético y recreativo, como “Reagan lo que Reagan Vota No”. Precisamente otra consigna creada casi 30 años después, “N-OTAN que no les queremos”, es el título de una acción presentada en la Diputación de Granada, en la que narra su expulsión de esta institución –donde trabajaba en el área de cultura– en el momento de su militancia Anti-OTAN.

### Fundación de la sala Planta Baja en Granada
En 1983, en un fértil ambiente de agitación contracultural, Miguel Benlloch, junto a Juan Antonio Peinado y Marino Martín, funda en Granada la sala Planta Baja. Intuyendo ya que la incipiente política cultural institucional no respondería al anhelo ciudadano de libertad y cultura experimental, y que se iría instalando de manera generalizada una frivolidad despreocupada y despolitizada, el Planta se abre a la experimentación en la noche; a la vanguardia musical granadina (TNT, 091 o KGB), a la difusión de bandas que introducen los sonidos del rock alternativo, post-punk, new wave, dance pop, techno o música electrónica (The Smiths, The Durutti Column, Tuxedomoon o Cabaret Voltaire), y a pioneros en la producción de conciertos, fanzines y conocimientos varios. Del mismo modo introducen el teatro con obras sobre vidas marginales (Legionaria), exposiciones de artistas visuales (Inma Rodríguez o Parejo School), y activan dentro y fuera del perímetro de la sala, la circulación del deseo y de la protesta con fiestas de la Asamblea de Mujeres de Granada por la sexualidad libre, el derecho al aborto o el antimilitarismo. Queda lugar también para lo carnavalesco como táctica crítica con Sida da de Las Pekinesas –un grupo informal formado por Miguel Benlloch, Juan Antonio Boix y Tomás Navarro, donde actúan Navarro, Benlloch y Rafa Villegas–, un libreto del performancero, poeta y activista político y cultural que, de manera ácida, subvierte el lenguaje por medio de la agudeza, el equívoco y la poesía para nombrar el SIDA, lo que la convierte en una de las primeras acciones sobre la enfermedad en el Estado español desde la creación artística.
Durante los años que estuvo abierto el Planta convergieron en su interior numerosas personalidades del mundo del diseño, artistas plásticos, filósofos y poetas, entre los cuales se encontraban los reunidos en torno a la revista Olvidos de Granada. Es en esta revista donde Benlloch escribe el artículo Placeres prohibidos (1986) para posicionarse ante la codificación de la vida sexual y afectos de los individuos por parte del control estatal, ante los mecanismos del poder que no solo se ejercen por medio de la ideología sino del dominio de los cuerpos.

### Inicio de la actividad "performancera" con el CUTRE CHOU
En esta situación y contexto, que comprende desde 1986 hasta 1994, se sitúa el CUTRE CHOU, una serie de parodias cabareteras sobre acontecimientos políticos del momento, creadas por Miguel Benlloch y otros compañeros del MCA-JAR, y programadas en la caseta El Meneillo, montada por el partido durante las fiestas del Corpus granadino para sufragarse. Sus actuaciones en el Cutre es otro de los orígenes de su actividad “performancera”. Encarnada en el cuerpo diverso, difuso, lúdico, vago, impropio, migrante, ilegal, des-identificado, diluido, conjugado, etc., y practicada “antes” de los discursos teóricos feministas que articulan el paradigma queer y el giro performativo en el arte contemporáneo, y “más allá” de las políticas de género, ya que, una vez conocida la teoría, Benlloch la desborda en nuevos giros, al igual que el derviche se transciende en un círculo continuo.
El último de los muchos números que Miguel protagoniza en el Cutre, Estado Roldán, Estado Ladrón. La Virgen del Pilar dice que no (1994), recurre a juegos de permutaciones de palabras – Estado Ladran, Estado Roldán, Estodo Roldán, Estodo Ladrón, Estado Ladrón–, un ejemplo de que su práctica creativa proviene principalmente de su posicionamiento crítico, e irreverente y juguetón ante la realidad sociopolítica de su momento y entorno. Dos años más tarde, en 1996 en su primera exposición individual, ReversiblelbisreveR –resultado del acercamiento a ámbitos del arte contemporáneo, sin distanciarse de los más callejeros–, retoma la sátira poética con una acción del mismo título, que por medio de movimientos circulares, reiterados en otras acciones, busca rayar la realidad y generar una onda expansiva que propague el pensamiento crítico. En dicha exposición proyecta la obra digital Galindo Lindogal, cuyos juegos, giros de formas y color, transmutan la fiesta en terror.
Nacimiento de BNV producciones
Por otro lado, en 1988, Miguel Benlloch funda en Sevilla, junto a Nacho Sánchez Rodrigo y Joaquín Vázquez, BNV producciones, un dispositivo de producción e intermediación cultural con la intención de irrumpir en el panorama andaluz para producir efectos que accionen pensamiento crítico y nuevos modos de hacer en el tejido creativo. La trayectoria militante y de implicación en los movimientos anteriormente mencionados, del mismo modo que las circunstancias políticas y sociales devenidas entre los años 70 y finales de los años 80, tanto de Benlloch como del resto de componentes, promueven la creación de un espacio cultural que, de manera un tanto similar al Planta Baja, va a ser el espacio donde Benlloch va a depositar su actividad militante en el terreno sociopolítico y cultural, y en el cual va a desplegar sus movimientos performanceros.
Bajo este marco, en 1992, en torno al proyecto Plus Ultra, tiene lugar en Granada un encuentro con James Lee Byars para crear La esfera dorada, –una de las intervenciones del proyecto de arte público, cuya producción corre a cargo de BNV, llevadas a cabo fuera del espacio de celebración de la Expo’92, en las ocho provincias andaluzas. En 1997, Miguel Benlloch participa en el proyecto comisariado por Corinne Diserens y Mar Villaespesa, Almadraba, sobre la inmigración en el espacio fronterizo del Estrecho de Gibraltar.

### 51 géneros
En 2005, en el marco de Mutaciones del feminismo: genealogías y prácticas artísticas –dirigido por María José Belbel, Erreakzioa-Reacción y Paul B. Preciado en Arteleku, San Sebastián–, presenta 51 géneros. La primera de una serie de acciones cuyo epicentro visualiza cuestiones radicales en torno al debate teórico sobre el género, ya pre- anunciadas en Inversión, presentada en la exposición, comisariada en 1998 por José Vicente Aliaga y Mar Villaespesa, Transgenéric@s. Representaciones y experiencias sobre la sociedad, la sexualidad y los géneros en el arte español contemporáneo en Koldo Mitxelena Kulturunea, San Sebastián, donde Benlloch despliega un discurso sobre las identidades múltiples y mutables, por medio de la ejecución de un conjunto de actos, que en 56 Géneros (Centro José Guerrero, Granada, 2010) y 58 Géneros (Ex Teresa Arte Actual, México DF, 2012) varía o prologa acorde al contexto y a los años que cumple. Este discurso también lo activa y contextualiza en la acción Afuera del sexo, realizada en la casa Virgen de los Deseos de Mujeres Creando (La Paz, 2011), con motivo de la exposición Principio Potosí, que aborda el concepto de acumulación originaria, como miembro de la Plataforma de Reflexión sobre Políticas Culturales (PRPC), de la que es uno de los impulsores y desde la que ejerce una oposición militante con respecto a las políticas oficiales de las diferentes administraciones de Sevilla, en relación con el arte contemporáneo.

### Celebrando los cuerpos disnormativos
Benlloch es conocido por introducir nuevas narrativas biográficas y sociopolíticas para seguir invocando y celebrando los cuerpos disnormativos, a menudo estas nuevas narrativas tienen un componente lúdico. Es el caso de su obra El florete en la floresta, realizada en formato vídeo para presentarla en un móvil en el proyecto, del artista y comisario Pedro G. Romero, Archivo F.X.: Las espadas (Galería Ángels Barcelona, Barcelona, 2017). Así como, en Serranillas de Lucainena, vídeo-acción realizado en colaboración con Marcos R. Mota y Mariokissme (El Palomar), a partir de fragmentos de la Serranilla VII del Marqués de Santillana (2015), dicho ingrediente alcanza el grado de “varieté”, como en su día lo fue en el Cutre Chou. Lo lúdico también se encuentra en la performance Desidentifícate, un baile provocador con el que propone dislocar el imaginario en torno al lugar del deseo y el del pensamiento como forma de destrucción de la identidad binaria, con motivo de la fiesta de clausura del seminario de UNIA arteypensamiento Movimiento en las bases: transfeminismos, feminismos queer, despatologización, discursos no binarios (Sevilla, 2010).
A partir del último seminario producido, Agenciamientos contra-neoliberales: coaliciones micro- políticas desde el sida (Sevilla, 2013), dirigido por Equipo re (Aimar Arriola, Nancy Garín y Linda Valdés), establece colaboraciones regulares con esta plataforma de investigación, participando en muchos de los eventos, jornadas o exposiciones que organiza. Es en el marco de Cuerpos en la Brecha del proyecto Anarchivo Sida donde Miguel Benlloch realiza la performance DERERUMNATURA. Quien canta su mal espanta (Tabakalera, San Sebastián, 2016), donde tras desposeerse de varias ropas, y cantar varios poemas, se viste con un traje de plumas confeccionado por Juan Carlos Rescalvo.

### Actividad poética y estayística
No solo las acciones forman parte del trabajo artístico de Benlloch, sino que éstas se entremezclan con la producción de un conjunto de obras que no se originan en una colaboración determinada: escritos, collages, serigrafías y fotografías o imágenes digitales, de las cuales, la gran parte de estas últimas responden al ya mencionado lema “Lo personal es político”, que en los años 70 define prácticas que sitúan al cuerpo en el centro de discursos artísticos, y continua significando nuevas prácticas transgresoras.
La actividad poética, que Miguel Benlloch comienza en la década de los años 70 y en los primeros amores, continúa en la actualidad de manera paralela a la presencia del verbo en las acciones, la cual se expande en Epigramas contra la guerra –un conjunto de epigramas recogidos en el libro editado con motivo de la exposición Miguel Benlloch. Cuerpo conjugado (Sala Atín Aya, Sevilla, 2018), y de mismo título (Fundación Huerta de San Antonio, Granada, 2018). A partir del rebusque en el lenguaje para manifestar oposición o señalar afectos por medio de palabras armadas con diferentes composiciones realiza Irak (1991), Bosnia (1993), Argelia (1996), Chechenia (1996), Ruanda (1996), Congo (1999), Sahara (2010), Mediterráneo (2004), Refugiados (2016), Siria (2016), Palestina (2018), pueblo cuya lucha de autodeterminación, está presente en su poemario, así como en su obra gráfica Tierra Palestina.
En cuanto a su ensayística, comienza en los años 80 con la publicación en el Diario de Granada de una serie de artículos que cartografían críticamente ciertos territorios de la realidad sociopolítica y cultural de entonces, del mismo modo que la realidad de la homosexualidad, cuya lectura tiene plena vigencia. Entre sus textos destacan Consejo de guerra al placer, El doble caso del general Kiessling o 28 de febrero: cinco años después (1984). Estos breves ensayos tienen su continuidad en un grupo de textos escritos a partir de la década de los 2000, en los que conjuga la palabra crítica, lo biográfico y el ingenio, entre los cuales se encuentran ¡¡¡Larga vida al Cutre Chou!!! (2009), Plúmbea (2002), Acción en el género (2010), Pregón de la Feria de Loja (2005), y Era 1987 (2013).
La actividad de Miguel Benlloch ha diseminado y extendido, a lo largo de las últimas décadas, los discursos que cuestionan las categorías heterocentradas y quiebran lo binario, impuesto por los códigos culturales dominantes, y ha contribuido a la erosión de construcciones históricas e identidades estanco asentadas sobre comportamientos duales como son masculino/femenino, activo/pasivo, productivo/improductivo, deseo/amor, salud/enfermedad, colonial/decolonial... Lo que le ha introducido en procesos de des- identificación, que le han permitido avanzar en un proyecto vital y artístico, que es político.

## Obra

### Acciones
- El fantasma invidente (2018)
- Dererumnatura. Quien canta su mal espanta (2016, 2017)
- Espejo Jepse (2015)
- Acuchillad+s (2014)
- Posito, Posa, Exposición (2014)
- ¿N-otan que no los queremos? (2013)
- El detective (2012)
- 58 géneros (2012)
- Si el arte es vida debe parecerse a ella (2011, 2012) Afuera del sexo (2011)
- L+S MAÑ+S (2011)
- 56 géneros (2010)
- Desidentifícate (2010)
- ¿Cuáles son...? (2009)
- 54 géneros (2008, 2009)
- Sahara (2008)
- 11 de media (2008)
- 53 géneros (2007)
- 52 géneros (2006)
- 51 géneros (2005)
- Front eras (2004)
- Microacciones republicanas (2004)
- El reuido legal es la guerra (2004)
- Cerda (2004)
- Volved a multitud (2003)
- Plúmbea (2002)
- Paella-Risotto (2002)
- Talameda (2001)
- Plantacción (2001)
- O donde habite el olvido (2001)
- Ti@viv@ (2000)
- Vienen por el camino estrecho (2000)
- MAPUCH EH¡ (1999, 2012)
- Ilumino la tierra que abandono (1999)
- Reflexión III (1999)
- K.O. sovos O.K. (1999)
- Reflexión (1999)
- REFLEXIÓN II. K.O. sovos O.K. (1999)
- Inversión (1998, 2017)
- Cear-Sur (1998)
- Reflexión (1997)
- Ósmosis, Mi x ti igual a Zaje (1997)
- Inmersión (1996)
- ReversiblelbisreveR (1996)
- Tránsito 1 (1995)
- ESTADO LADRON, ESTADO ROLDAN. La virgen del Pilar dice que no... (1994)
- Tengo Tiempo (1994)
- 12 esferas (1994)
- Canario (1993)
- Cuarzos (1993)
- Sida da (1984)

### Textos
- Dererumnatura (2016)
- Dicen que en el principio todos somos mujer (Olvidos de Granada, 2014)
- Acaeció en Granada (2013)
- Era 1987 (2013)
- El detective (Archivo FX: De economía cero: Intercambios, Museo Picasso, Barcelona, 2012)
- ¡¡¡Larga vida al Cutre Chou!!! (2009)
- Pregón de la Feria de Loja (2005)
- Plúmbea (2002)
- Setecientos ochenta y dos cuarzos (1993)
- A la calle comediants! La libertad es un aprendizaje sólo apto para libertinos (Diario de Granada, 1984)
- 28 de febrero: cinco años después. Hoy ya cansa hablar de la historia que no ha sido (Diario de Granada, 1984)
- Mi palabra muda y Mi amiga poesía (1973)

### Epigramas
- Palestina (2018)
- Libia (2017)
- Yemen (2017) Refugiados (2016)
- Siria (2016)
- Sudán (2014)
- Afgano (2010)
- Sahara (2010)
- Front era (2004)
- Es altar es trecho (2004) Mediterráneo (2004) Congo (1999)
- Sierra Leona (1998)
- Un zueño (1996) Zapatistas. Un zueño (1996) Liberia (1996)
- Ruanda (1996)
- Somalia (1996)
- Chechenia (1996)
- Argelia (1996)
- Le Gal (1996)
- Kosovo (1996)
- Contra 1 Ismo... (1995) Bosnia (1993)
- Irak (1991)
- Sida da (1990)